# Magnolia cylindrica
Magnolia cylindrica este o specie de plante din genul Magnolia, familia Magnoliaceae, descrisă de Ernest Henry Wilson. A fost clasificată de IUCN ca specie vulnerabilă. Conform Catalogue of Life specia Magnolia cylindrica nu are subspecii cunoscute.